# Melittia erythrina
Melittia erythrina is een vlinder uit de familie wespvlinders (Sesiidae), onderfamilie Sesiinae.
Melittia erythrina is voor het eerst wetenschappelijk beschreven door Diakonoff in 1954. De soort komt voor in het Oriëntaals gebied.